# Boku no ikiru michi
Boku no ikiru michi (conosciuto in inglese anche come The Way I Live) è un dorama stagionale invernale prodotto e mandato in onda da Fuji TV nel 2003 in 11 puntate.

## Trama
Un insegnante ventottenne di liceo scopre improvvisamente di aver soltanto ancora un anno di vita

## Protagonisti
- Tsuyoshi Kusanagi - Nakamura Hideo
- Akiko Yada - Akimoto Midori
- Shōsuke Tanihara - Kubo Masaru
- Kazuyuki Asano - Furuta Shinsuke
- Jun Toba - Okuda Chikara
- Kinya Kikuchi - Akai Sadao
- Aiko Morishita - Ota Reiko
- Fumiyo Kohinata - Kaneda Benzo
- Ren Ōsugi - Akimoto Takayuki
- Haruka Ayase - Sugita Megumi
- Hayato Ichihara
- Hiroki Uchi
- Reina Asami
- Yuuko Mano
- Natsuhi Ueno

## Sigla
Sekai ni Hitotsu Dake no Hana degli SMAP

## Episodi
| Nº | Giapponese 「Kanji」 - Rōmaji                    | In onda          | In onda |
| Nº | Giapponese 「Kanji」 - Rōmaji                    | Giapponese       |         |
| 1  | 「告知、余命一年」 - Kokuchi, yomei ichinen      | 7 gennaio 2003   |         |
| 2  | 「読まなかった本」 - Yomanakatta hon             | 14 gennaio 2003  |         |
| 3  | 「封印された恋心」 - Fūin sa reta koigokoro      | 21 gennaio 2003  |         |
| 4  | 「教師・失格」 - Kyōshi shikkaku                 | 28 gennaio 2003  |         |
| 5  | 「あばかれた秘密」 - Abaka reta himitsu          | 4 febbraio 2003  |         |
| 6  | 「悲しきプロポーズ」 - Kanashiki puropōzu        | 11 febbraio 2003 |         |
| 7  | 「間違われた婚約者」 - Machigawa reta fianse     | 18 febbraio 2003 |         |
| 8  | 「二人だけの結婚式」 - Futaridake no kekkonshiki | 25 febbraio 2003 |         |
| 9  | 「一枚の写真」 - Ichimainoshashin                | 4 marzo 2003     |         |
| 10 | 「最後の誕生日」 - Saigo no tanjōbi              | 11 marzo 2003    |         |
| 11 | 「愛と死」 - Ai to shi                           | 18 marzo 2003    |         |